# Famille Embriaco
La famille Embriaco est une famille patricienne de Gênes, qui a joué un rôle dans l'histoire des États latins d'Orient. Elle a également donné des consuls, des amiraux et des ambassadeurs à la république de Gênes.
La famille a principalement dirigé la ville de Byblos, dans l'actuel Liban, en portant le titre de « seigneur du Gibelet », du nom que cette ville portait à cette période. Leur règne a duré près de 200 ans : du début du XIIe à la fin du XIIIe siècle.

## Histoire
La famille Embriaco arrive au royaume de Jérusalem dès 1099 lors de la première croisade, avec Guglielmo Embriaco et son frère Primo di Castello. Son fils Hugues Ier, grâce à la puissance militaire de sa famille, fait construire le château de Gibelet sur des terres données par Bertrand de Toulouse pendant la création des États latins d'Orient et qu'il tient au nom de la république de Gênes.
Hugues Ier obtient par la suite la ville comme fief héréditaire, s'engageant à payer une redevance annuelle à Gênes et à l'église de San Lorenzo.
La famille Embriaco favorise le commerce avec les marchands génois qui dominent le marché avec la Syrie, en les exemptant de taxe.
Leur pouvoir à Gibelet dure jusqu'à la fin du XIIIe siècle, à l'exception d'une occupation par Saladin entre 1187 et 1197, quand ils ont été vaincus par le comte Bohémond VII de Tripoli. Mais celui-ci est à son tour vaincu par les avancées musulmanes. Pierre Embriaco parvient alors à récupérer la seigneurie contre le paiement d'un tribut au sultan mamelouk Qalawun, avant de perdre la perdre définitivement au début du XIVe siècle.

## Généalogie
- Guglielmo Embriaco († après 1102), marchand et chef militaire génois, fondateur de cette famille
  - Hugues Ier Embriaco († vers 1135), premier seigneur du Gibelet, marié à Adelasia
    - Guillaume II Embriaco(† vers 1159), seigneur du Gibelet, marié à Sancha
      - Hugues II Embriaco († vers 1180), seigneur du Gibelet (épouse inconnue)
        - Hugues III Embriaco, dit « le Boiteux » († vers 1196), seigneur du Gibelet, marié à Étiennette de Milly
          - Guy Ier Embriaco († en 1238), seigneur du Gibelet, marié à Alix d'Antioche
            - Marie Embriaco
            - Henri Ier Embriaco († avant 1271), seigneur du Gibelet, marié à Isabelle d'Ibelin
              - Guy II Embriaco († exécuté en 1282), seigneur du Gibelet, marié à Marguerite Granier
                - Pierre Embriaco († après 1310), dernier seigneur du Gibelet, marié à Douce de Gaurelée puis Agnès Embriaco
                - Sylvestre Embriaco († après 1310)
                - Marie Embriaco († en 1334), dame-titulaire du Gibelet, mariée à Philippe d'Ibelin
                - Catherine Embriaco, mariée à Jean d'Antioche

              - Jean Embriaco († exécuté en 1282), marié à une fille d'Hugues l'Aleman et d'Isabelle d'Adelon, d'où deux fils morts jeunes
              - Baudouin Embriaco († exécuté en 1282)
              - Balian Embriaco († en 1313)
              - Marie Embriaco († avant 1290), mariée à Balian II Granier

            - Raymond Embriaco († après 1238), chambellan d'Antioche
            - Bertrand Embriaco
            - Agnès Embriaco, qui épouse Barthélemy de Saint Siméon, seigneur de Soudin

          - Hugues Embriaco
          - Plaisance Embriaco († en 1217), mariée à Bohémond IV, dit « le Borgne », comte de Tripoli et prince d'Antioche
          - Pavie Embriaco, mariée à Garnier l'Aleman

      - Raymond Embriaco († après 1204), connétable du comté de Tripoli
        - Guillaume Embriaco, marié à Ève
          - Jean du Gibelet, maréchal de Jérusalem, marié à Femie de Césarée puis Jeanne de Lanelée
            - Isabelle Embriaco
            - Balian Embriaco
            - Jean Embriaco
            - Femie Embriaco, mariée à Guy de Soissons

      - Bertrand Embriaco († après 1217), marié à Doleta d'Arménie, fille du prince roupénide Stéphane d'Arménie
        - Hugues Embriaco († vers 1264), marié à Maria Porcelet
          - Bertrand Embriaco († assassiné en 1258), marié à Beatrix de Saint Siméon
            - Barthélemy Embriaco († 1289), régent du Gibelet pour Pierre Embriaco, marié à Helvise de Scandalion, mort lors de la chute de Tripoli en 1289
              - Bertrand Embriaco († 1289), régent de Tripoli, marié à une dame du Gibelet
              - Hugues Embriaco, marié à Catherine de La Roche
              - Agnès Embriaco, mariée à Gauvain de La Roche, puis Pierre Embriaco, seigneur du Gibelet

            - Guillaume Embriaco († exécuté en 1282)
            - Lucie Embriaco, mariée à Jean de Boutron, seigneur de Boutron
            - Marguerite Embriaco, mariée à Baudouin d'Ibelin, seigneur de Korakou et Vitzada

      - Guillaume Embriaco († après 1204), marié à Fadie de Hierges
        - Hugues de Besmedin († après 1220), premier seigneur de Besmedin, marié à Agnès de Ham
          - Raymond de Besmedin, seigneur de Besmedin, sénéchal de Jérusalem, marié à Marguerite de Scandalion puis Alix de Soudin
            - Jean de Besmedin, marié à Poitevine, fille du maréchal de Tripoli
            - Echive de Besmedin, mariée à Raymond Viscomte
            - Agnès de Besmedin
            - Hugues de Besmedin (mort jeune)
            - Henri de Besmedin († en 1310), seigneur de Besmedin, marié à Marguerite de Morf
              - Jean de Besmedin († vers 1315), marié à Marguerite du Plessis
              - Marie de Besmedin

            - Bertrand de Besmedin (mort jeune)
            - Suzanne de Besmedin (morte jeune)
            - Marie de Besmedin, mariée à Gui de Montolif

          - Guillaume de Besmedin († avant 1243), marié à Anne de Montignac
          - Adam de Besmedin († vers 1198), seigneur d'Adelon
          - Agnès de Besmedin, dame d'Adelon après son frère, mariée à Thierry de Termonde

      - Agnès Embriaco, mariée à Gramand II de Bethsan, seigneur de Bethsan